# Крыжово
Крыжово — деревня в Бежаницком районе Псковской области.
Входит в состав сельского поселения муниципальное образование «Пореченское».

## География
Расположено на берегу реки Льста, в 15 км к юго-западу от райцентра, посёлка Бежаницы, и в 5 км к юго-западу от волостного центра, деревни Махново.

## Население
Численность населения по оценке на 2000 год составляла 12 жителей.

## История
До 3 июня 2010 года деревня входила в состав ныне упразднённой Махновской волости.